# ユーロペイ・インターナショナル
ユーロペイ・インターナショナル（Europay International）は、ユーロカード・インターナショナルとユーロチェック・インターナショナルが合併してできた組織で、
EPSS（ヨーロッパ決済システムサービス）とマスターカードEMEA（ヨーロッパ、中東、アフリカを担当するマスターカード支社）と同じ構内で、ワーテルロー(ベルギー)に本部を置いていた。
ユーロペイ・インターナショナルは次の決済ブランドの所有者だった：
ユーロカード（Eurocard：クレジットカード）、ユーロチェック（eurocheque：紙の小切手）、
ECトラベラーズチェック（ec travellers' cheque：ヨーロッパ旅行者向けのトラベラーズチェック）、
Clip（CEPSベースの電子マネー）。
そして、次の決済ブランドのヨーロッパでのライセンサーだった：
マスターカード（MasterCard：クレジットカード）、マエストロ（Maestro：オンラインデビットカード。これはマスターカードとの合弁事業だった）
2002年にマスターカード・インターナショナル（アメリカ）と合併し、今日ではマスタカード・ワールドワイド（2006年に改称）
として知られる。